# جان ناجاریان
جان ناجاریان (انگلیسی: John Sarkis Najarian زاده ۲۲ دسامبر ۱۹۲۷) جراح پیوند عضو ارمنی‌تبار اهل ایالات متحده آمریکا است. وی استاد بالینی جراحی پیوند عضو در دانشگاه مینه‌سوتا است.

## اوایل زندگی
نجاریان در اوکلند کالیفرنیا از مهاجران ارمنی به دنیا آمد. او در دانشگاه کالیفرنیا، برکلی، در رشته پزشکی تحصیل کرد. او عضو تیم فوتبال آمریکایی دانشگاه کالیفرنیا بود و در سال ۱۹۴۹ در رز باول بازی کرد.

## مرگ
میگنت به مدت ۶۷ سال همسر نجاریان بود. میگنت در سال ۲۰۱۹، یک سال قبل از خود نجاریان درگذشت. آنها چهار پسر داشتند، پیت، جان، دیوید، و پل نجاریان. نجاریان در ۱ سپتامبر ۲۰۲۰ در استیل‌واتر، مینه‌سوتا در سن ۹۲ سالگی درگذشت.